# Hans Christian och sällskapet
Hans Christian och sällskapet är en svensk TV-film från 1981 i regi av Lars Lennart Forsberg. Filmen bygger på romanen De heliga geograferna av Göran Tunström och omarbetades till filmmanus av Forsberg och Åse Lidbeck. I rollerna ses bland andra Ernst-Hugo Järegård, Per Oscarsson och Birgit Carlstén.

## Handling
Hans-Christian är en medelålders präst som i skuggan av andra världskriget beslutar sig för att bilda en geografisk förening med syfte att verka för ökad förståelse mellan länder och folk.

## Rollista
- Ernst-Hugo Järegård – Hans-Cristian
- Per Oscarsson – Georg
- Birgit Carlstén – Paula
- Stig Ossian Ericson – Daniel
- Ernst Günther – Benjamin Backe
- Hjördis Petterson – änkan
- Ingvar Boman – Bältrosen
- Niels Dybeck – Bengtsson
- Carl-Åke Eriksson – Videman
- Sture Hovstadius – baranavårdsordföranden
- Åke Lindman – Joel
- Bernt Lundquist – Robert
- Fillie Lyckow – Judith
- Bodil Mannheimer – ledamot
- Raymond Nederström – chauffören
- Alf Nilsson – Wiklund
- Henrik Schildt – landsfiskalen
- Rolf Skoglund – Liljebror
- Katarina Strandmark – Maj
- Margreth Weivers – butiksbiträdet

## Om filmen
Filmen fotades av Ralph M. Evers och musiken komponerades av Jens Møller Andreasen. Den premiärvisades i TV1 den 13 september 1981.